# 拯救女兵司徒慧
《拯救女兵司徒慧》是华谊兄弟2010年第一部拍摄的电视剧。故事讲述1949年時国共两党在湘西地区为了争夺失踪女兵司徒慧而展开一段斗智斗勇的感人故事。此劇由何琢言、王洛勇、齐奎領銜主演，到湘西深山、张家界、芙蓉镇、凤凰古城等處取景拍攝。
此劇于2010年2月開始拍摄，2010年11月26日於湖南电视剧频道首播。

## 演員
- 何琢言 飾 司徒慧
- 王洛勇 飾 武少卿
- 齐奎 飾 丁立峰
- 文江 飾 贺中原
- 黃大河 飾 周大林
- 杜旭东 飾 石三勇
- 鐘林 飾 烏九
- 范雨林 飾 冷汉章
- 赵冉 飾 梦小帆
- 孫嵐 飾 劉嵐
- 陈瑞 飾 谭美云
- 李金哲 飾 大個劉
- 陳思斯 飾 吳曉麗

## 主題曲
- 片尾曲：《為你而活》

主唱：湯灿
作曲：王備
填詞：陳濤

## 外部連結
- 电视剧《拯救女兵司徒慧》新浪专题  （页面存档备份，存于）